# صموئيل غريفيث
صموئيل غريفيث (بالإنجليزية: Samuel Griffith)‏ هو محامي وسياسي أمريكي وبريطاني، ولد في 14 فبراير 1816 في المملكة المتحدة، وتوفي في 1 أكتوبر 1893 في الولايات المتحدة. حزبياً، نشط في الحزب الديمقراطي. وقد انتخب عضو مجلس النواب الأمريكي.